# Цецилии
Цецилиите (Caecilier; gens Caecilia) са плебейски род (gens) в Древен Рим. Особено към края на Римската република те са от най-важните фамилии на Рим. Мъжкото име (gentilname) e Цецилий (Caecilius), женското Цецилия (Caecilia).
Основател на фамилията по легендата е Цекул (Caeculus), брат на убития от Херакъл гигант Какус (Cacus) и син на бог Вулкан (Vulcanus). Клонът на Метелите постига най-големи успехи.

## Познати членове
Цецилии Метели (Caecilii Metelli)
- Квинт Цецилий, народен трибун, 316 пр.н.е.
- Луций Цецилий Метел Дентер, консул 284 пр.н.е.
- Луций Цецилий Метел (консул 251 пр.н.е.)
- Луций Цецилий Метел (трибун), военен трибун 213 пр.н.е.
- Марк Цецилий Метел, народен трибун 213 пр.н.е.
- Марк Цецилий Метел (претор), претор 206 пр.н.е.
- Квинт Цецилий Метел, консул 206 пр.н.е.
- Квинт Цецилий Метел Македоник, консул 143, цензор 131 пр.н.е.
- Луций Цецилий Метел Калв, консул 142 пр.н.е.
- Квинт Цецилий Метел Балеарик, консул 123, цензор 120 пр.н.е.
- Луций Цецилий Метел Далматик, консул 119, pontifex maximus след 115 пр.н.е.
- Луций Цецилий Метел Диадемат, консул 117 пр.н.е.
- Марк Цецилий Метел (консул 115 пр.н.е.), консул 115 пр.н.е.
- Гай Цецилий Метел Капрарий, консул 113, цензор 102 пр.н.е.
- Квинт Цецилий Метел Нумидийски, консул 109, цензор 102 пр.н.е.
- Квинт Цецилий Метел Непот (консул 98 пр.н.е.), консул 98 пр.н.е.
- Квинт Цецилий Метел Пий, консул 80 пр.н.е.
- Квинт Цецилий Метел Кретик, претор 74, консул 69 и понтифекс 73 пр.н.е.
- Луций Цецилий Метел (консул 68 пр.н.е.), претор 71, консул 68 пр.н.е.
- Марк Цецилий Метел (претор 69 пр.н.е.), претор 69 пр.н.е.
- Квинт Цецилий Метел Кретик, консул 69 пр.н.е.
- Луций Цецилий Метел (консул 68 пр.н.е.), консул 68 пр.н.е.
- Квинт Цецилий Метел Целер, консул 60 пр.н.е.
- Квинт Цецилий Метел Непот (консул 57 пр.н.е.), консул 57 пр.н.е.
- Квинт Цецилий Метел Пий Сципион, консул 52 пр.н.е.
- Луций Цецилий Метел (трибун 49 пр.н.е.), народен трибун 49 пр.н.е.
- Квинт Цецилий Метел Критски Силан, консул 7 г.

Други:
- Квинт Цецилий, народен трибун 439 пр.н.е.
- Квинт Цецилий, народен трибун през 316 пр.н.е.
- Цецилий Стаций († 168 пр.н.е.), римски поет
- Квинт Цецилий Бас, претор в Сирия 46 пр.н.е.
- Гай Цецилий Руф, консул 17 г.
- Гней Цецилий Симплекс, суфектконсул 69 г.
- Авъл Цецилий Фаустин, суфектконсул 99 г.
- Луций Юлий Марин Цецилий Симплекс, суфектконсул 101 г.
- Гай Цецилий Страбон, суфектконсул 105 г.
- Секст Цецилий Максим, суфектконсул 153 г.
- Квинт Цецилий Авит, суфектконсул 164 г.
- Квинт Цецилий Дентилиан, суфектконсул 167 г.
- Секст Цецилий Максим, суфектконсул 153 г.

Жени:
- Гая Цецилия, близка на Танаквил (съпругата на Тарквиний Приск)
- Цецилия Метела Далматика, съпруга на Марк Емилий Скавър и на Сула
- Цецилия Метела Калва, майка на Лукул
- Цецилия Метела Балеарика, весталка, дъщеря на Балеарик
- Цецилия Метела Балеарика Младша, майка на Публий Клодий Пулхер
- Цецилия Метела Целер, съпруга на Публий Корнелий Лентул Спинтер
- Цецилия Метела Кретика, снаха на Марк Лициний Крас
- Цецилия Метела, дъщеря на Македоник, съпруга на Гай Сервилий Вация (претор 114 пр.н.е.)
- Цецилия Метела, дъщеря на Македоник, съпруга на Серапион (консул 111 пр.н.е.).
- Цецилия Пилия (75 – 46 пр.н.е.), съпруга на Тит Помпоний Атик и майка на Помпония Цецилия Атика
- Помпония Цецилия Атика, първата съпруга на Марк Випсаний Агрипа
- Света Цецилия, римска мъченица от 3 век

## Гробницата на Цецилия Метела
Най-познатият строеж на фамилията е гробницата на Цецилия Метела на Виа Апиа Антика в Рим. Тя е построена през първата половина на 1 век пр.н.е. за дъщерята на генерал Квинт Цецилий Метел Кретик.